# Mordvini
Mordvinii (în erzia Эрзят, transliterat Erziat, în mokșa Мокшет, transliterat Mokșet, în rusă Мордва, transliterat: Mordva) sunt un grup etnic uralic vorbitor de limbi mordvine, care locuiește parțial în republica rusă Mordovia, dar și în regiunile adiacente din regiunea Volgăi centrale. Mai puțin de o treime din mordvini locuiesc în Mordovia, restul fiind împrăștiați prin regiunile rusești Samara, Penza, Orenburg și Nijni Novgorod, precum și în Tatarstan, Ciuvașia, Bașchiria, Siberia, Orientul Îndepărtat, Kazahstan, Armenia și Statele Unite ale Americii.
Mordvinii sunt unul dintre cele mai mari popoare indigene din Rusia. Ei se împart în două subgrupuri etnice distincte: Erzia și Mokșa, pe lângă cele două, altele, mai mici sunt Qaratai, Teriuhan și Tengușev (sau Șokșa). Mordvinii au devenit complet rusificați de-a lungul secolelor XIX și XX.
Mordvinii erzia (эрзят) vorbesc limba erzia, în timp ce mordvinii mokșa (мокшет) – mokșa. Mordvinii qaratai trăiesc în raionul Kamskoie Ustie din Tatarstan, vorbind tătara.

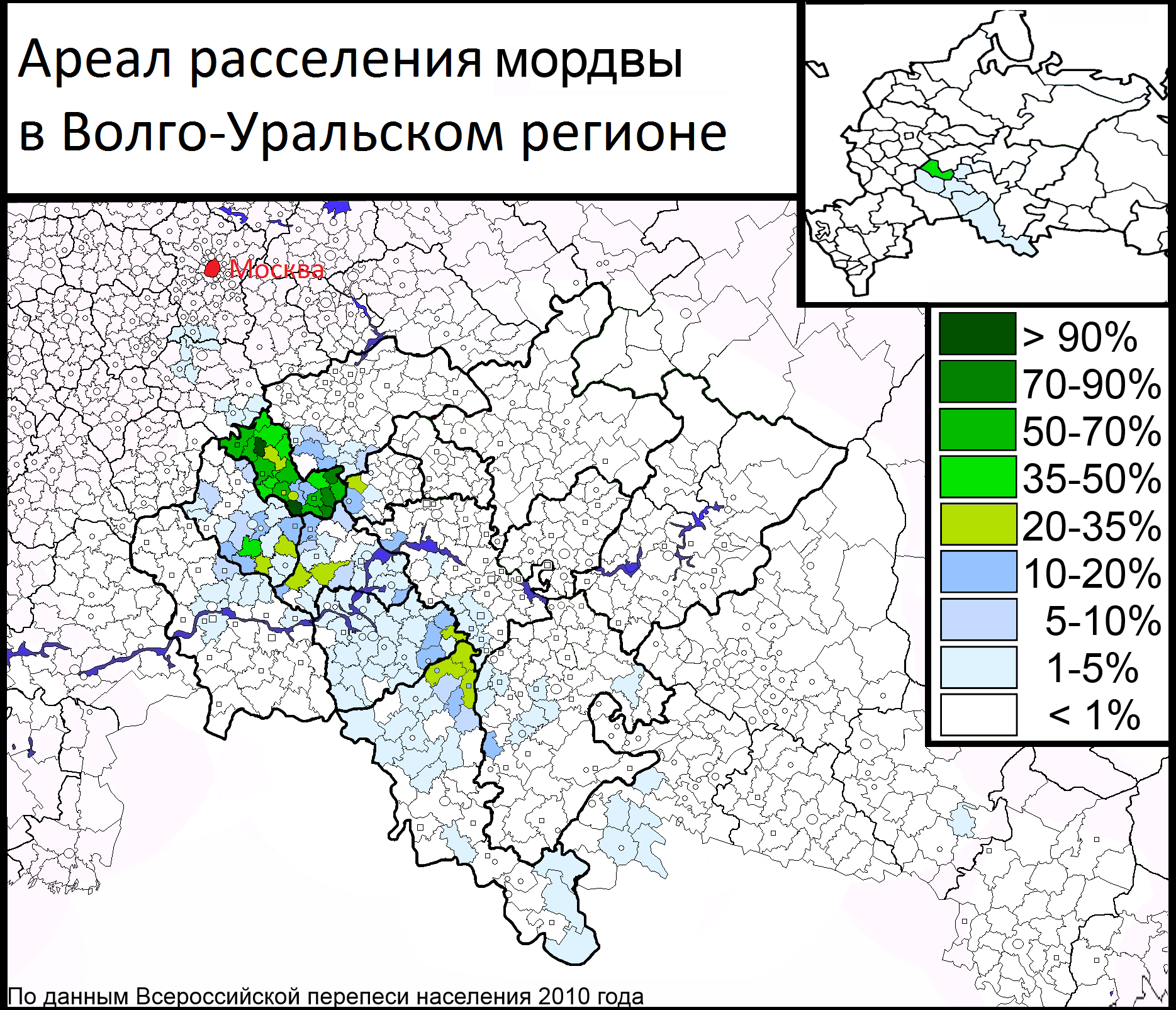
Zona locuită de mordvini în Rusia central-estică, recens. din 2010.

## Legături externe
- Корнишина Г. А. Этногенез мордвы (к истории изучения проблемы) // Современные проблемы науки и образования. 2006. № 1 С. 59-59.
- Мордовские фотоматериалы из фондов Кунсткамеры